# Berquist Ridge
Berquist Ridge är en bergstopp i Antarktis. Den ligger i Västantarktis. Argentina, Chile och Storbritannien gör anspråk på området. Toppen på Berquist Ridge är 812 meter över havet, eller 13 meter över den omgivande terrängen. Bredden vid basen är 1,2 km.
Terrängen runt Berquist Ridge är varierad. Trakten är obefolkad. Det finns inga samhällen i närheten.